# 鳳頭擬絲鰕虎魚
凤头拟丝鰕虎鱼（学名：Cryptocentroides gobioides），为辐鳍鱼纲鲈形目鰕虎亚目鰕虎科拟丝鰕虎鱼属下的一个种，英文名为Crested Oystergoby。

## 分布
本鱼为亚热带海水鱼，分布于西南太平洋澳洲东海岸昆士兰州北部至新南威尔士州远南地区的海域。

## 特征
本鱼身体较为细长，体色以橄榄色为主，其头部长有蓝色斑点，身体侧面也长有许多鲜艳的蓝色和橙色条纹，背鳍上有长两排深粉红色条纹，雄鱼的体色相对于雌鱼较深。

## 生态
本鱼栖息主要栖息于近海及河口沙泥底质水域，能适应盐度的剧烈变化，喜欢躲藏在在牡蛎壳和石缝下面，可以长时间离水，因此在潮间带的石头下也能见其踪影，和枪虾共生有共生关系。

## 经济利用
由于体型鲜艳，此鱼可作为观赏鱼。